# Baco (Monarquia Lusitana)
Baco é uma figura lendária, que conduzirá uma invasão com um exército grego durante o reinado de Romo na Andaluzia, fazendo parte da lista de governantes mencionados por vários autores portugueses e espanhóis, entre os Séc. XVI e XVIII.
Bernardo de Brito refere que Baco tendo sido incapaz de derrotar os lusitanos vai persuadi-los em aceitar seu filho Lísias como rei.

## Monarchia Lusytana (de Bernardo Brito)
Bernardo de Brito faz questão de notar na Monarchia Lusytana que este "não seria Baco, filho de Júpiter e Io, que domou a Índia e foi o primeiro que triunfou em Elefantes", nem seria o "segundo filho de Jupiter o Proserpina", mas sim o filho de Semele, identificando-o assim a Dionísio. Nesse sentido acrescenta que não tendo sido tão virtuoso, "foi ainda mais seguido, e amado de gente lasciva, e amiga de levar de boa vida, donde veio seguirem seu exército tantas moças de bom parecer e formosura". 
Baco terá seduzido os lusitanos a aceitarem o seu filho Lísias como rei, segundo Brito porque acreditavam na transmigração das almas, e foram convencidos por Baco de que Luso reencarnara em Lísias.
É mencionado na Monarchia Lusytana no Capítulo 18:

Do que sucedeu em Lusitania, reinando em Andaluzia um rei chamado Romo, e da vinda de Baco à Espanha, com outras particularidades a este propósito..